# AEF
De Agricultural Industry Electronics Foundation (AEF) is een internationaal samenwerkingsverband tussen machinefabrikanten en trekkerfabrikanten binnen de agrarische industrie.
De AEF werd in 2008 opgericht door John Deere, CNH, Claas, AGCO, Kverneland Group, Grimme en Pöttinger. Dit samenwerkingsverband is erop gericht de elektronische standaardisatie te bevorderen en te zorgen dat ISOBUS-machines en -trekkers van verschillende merken probleemloos aan elkaar gekoppeld kunnen worden. Binnen de AEF zijn een zevental projectgroepen actief om de standaardisatie binnen de agrarische industrie door te voeren en knelpunten gezamenlijk op te lossen. Inmiddels hebben wereldwijd meer dan honderd bedrijven uit de machine- en trekkerindustrie zich aangesloten bij de AEF.